# Хіросіма Тойо Карп
Хіросімські коропи (яп. 広島東洋カープ, ひろしまとうようカープ, хіросіма тойо капу; англ. Hiroshima Toyo Carp) — японська професіональна бейсбольна команда в Центральній Лізі Японії. Виступає від префектуру Хіросіма. Головна база і стадіон — Хіросімський міський бейсбольний стадіон. Офіційна назва — Хіросімські коропи Тойо, неофіційна — «Коропи» або «Червоні коропи».

## Короткі відомості
На відміну від більшості професійних бейсбольних команд Японії, «Коропи» виникли у 1950 році як стадіонна команда, яка не мала компанії-господаря. Лише у 1968 році їхнім головним спонсором, а згодом і господарем, стала автомобілебудівна компанія «Мазда».
Назва команди походить від японських парчевих коропів, символу Хіросіми і Хіросімського замку, уособлень сили і нездоланності в японській культурі. Додаток «Тойо» — складова офіційної назви компанії «Мазда» до 1984 року, «Toyo Kogyo Co., Ltd.».

### Досягнення
«Коропи» 6 разів виборювали першість у Центральній Лізі: 
- 1975 • 1979 • 1980 • 1984 • 1986 • 1991.

Вони тричі ставали чемпіонами Японії з бейсболу
- 1979 • 1980 • 1984.